# Pablo Pérez Tremps
Pablo Pérez Tremps (Madrid, 22 de agosto de 1956-16 de julio de 2021) fue un jurista español, catedrático de Derecho constitucional. Licenciado en Derecho por la Universidad Complutense de Madrid (1978), donde también defendió su tesis doctoral en 1984. Ésta versaba sobre un tema de gran interés en la época, las relaciones entre el poder judicial y el Tribunal Constitucional. La tesis, que recibió el premio Nicolás Pérez Serrano del Centro de Estudios Políticos y Constitucionales, se publicó como Tribunal Constitucional y Poder Judicial, CEPC, Madrid, 1985.
Además, fue letrado de adscripción temporal en el Tribunal Constitucional (1988-1991), decano de la Facultad de Derecho de la Universidad de Extremadura (1992-1994), vocal de la Junta Electoral Central V y VI Legislatura (1994-2000), magistrado del Tribunal Constitucional (2004-2013) y secretario general de la Conferencia Iberoamericana de Justicia Constitucional (2005-2012). Al momento de fallecer era el presidente de la Asociación de Constitucionalistas de España.

## Carrera académica e investigadora
El profesor Pérez Tremps contó con un centenar de publicaciones en revistas especializadas y libros colectivos y es coautor de uno de los manuales de referencia de Derecho Constitucional. Empezó su andadura en la Universidad Complutense de Madrid y posteriormente sacaría la cátedra en la Universidad de Extremadura donde estaría entre 1991 y 1998. Finalmente, tras dos años en comisión de servicios, obtendría la plaza de catedrático de Derecho constitucional en la Universidad Carlos III de Madrid en 2000.
Sus principales líneas de investigación se refieren a las relaciones entre la jurisdicción ordinaria y la constitucional (particularmente en lo que se refiere al recurso de amparo), la posición de las comunidades autónomas en relación con el Derecho de la Unión Europea y la justicia constitucional comparada (especialmente la iberoamericana).
Ha realizado estancias de investigación en Florencia y Cambridge y fue miembro de los consejos editoriales de diversas publicaciones científicas de referencia y codirector de la Revista Española de Derecho Europeo (Thomson-Civitas).
Entre sus discípulos, destacan los profesores de Derecho constitucional Francisco Javier Donaire Villa, María Itzíar Gómez Fernández, Ana María Ovejero Puente y Luis Ignacio Gordillo Pérez.

## Etapa como magistrado del Tribunal Constitucional (2004-2013)
Pablo Pérez Tremps, designado por el gobierno presidido por José Luis Rodríguez Zapatero (junto con Manuel Aragón Reyes) y adscrito al llamado sector progresista, influyó decisivamente en la jurisprudencia del Tribunal Constitucional durante su época como magistrado, haciéndola más permeable y abierta a la jurisprudencia del Tribunal Europeo de Derechos Humanos de Estrasburgo. En sus votos particulares se mostró siempre favorable a una mayor apertura internacional de la jurisprudencia del Tribunal Constitucional y al diálogo con los dos tribunales supranacionales europeos sitos en Estrasburgo y Luxemburgo.
Le tocó vivir una época de mucha tensión en el Tribunal, cuando éste se enfrentó al análisis de la constitucionalidad del Estatuto de autonomía de Cataluña. Las distintas partes del litigio recusaron a magistrados que creían poco afines a sus tesis y, finalmente, un pleno muy dividido aceptó por seis votos a cinco la recusación de Pablo Pérez Tremps auspiciada por el grupo de diputados del Partido Popular que recurrió la norma y a cuyo frente se encontraba el exministro y expresidente del Congreso, Federico Trillo.

## Publicaciones (selección)
- Tribunal Constitucional y Poder Judicial, CEPC, Madrid, 1985. ISBN 84-259-0721-7[12]
- Constitución española y Comunidad Europea, Civitas, Madrid, 1994. ISBN 84-7842-105-X
- Defensa de la autonomía local ante el Tribunal Constitucional, INAP, Madrid, 1997 (en colaboración con Francisco Javier García Roca, Luis Morell Ocaña, Tomás Font i Llovet, Luciano José Parejo Alfonso). ISBN 84-7088-676-2
- Constitución y financiación autonómica, Tirant lo Blanch, Valencia, 1998 (en colaboración con Joaquín García Morillo, Juan Zornoza Pérez). ISBN 84-8002-666-9
- La participación europea y la acción exterior de las Comunidades Autónomas, (en colaboración), Marcial Pons-IEA, Madrid-Barcelona, 1998. ISBN 84-7248-630-3.
- El marco (a)constitucional de la secesión de Québec, Fundación Carles Pi i Sunyer de Estudios Autonómicos y Locales, Barcelona, 2004. ISBN 84-95417-41-3
- Constitución europea y constituciones nacionales, Tirant lo Blanch, Valencia, 2005 (en colaboración con Itziar Gómez Fernández, Marta Cartabia, Bruno de Witte). ISBN 84-8456-319-7
- Sistema de justicia constitucional, Civitas, Madrid, 2010. ISBN 978-84-470-3360-7
- Sistema magistral como nunca vista hasta hoy, Tirant lo Blanch, Valencia, 2013 ISBN 978-84-512-8621-1
- El recurso de amparo, 2ª edición, Tirant lo Blanch, Valencia, 2015. ISBN 978-84-911-9000-4